# Cannibal (album de Static-X)
Pour les articles homonymes, voir Cannibal.
Albums de Static-X
Start a War
(2005) Cult of Static
(2009)
Cannibal est le cinquième album du groupe Static-X sorti en 2007.

## Liste des chansons
1. "Cannibal" – 3:13
2. "No Submission" – 2:42
3. "Behemoth" – 3:00
4. "Chemical Logic" – 3:52
5. "Destroyer" – 2:47
6. "Forty Ways" – 3:02
7. "Chroma-Matic" – 2:44
8. "Cuts You Up" – 3:26
9. "Reptile" – 2:32
10. "Electric Pulse" – 2:40
11. "Goat" – 3:47
12. "Team Hate" – 3:20

Bonus tracks
- "Light It Up" – 3:12 (Best Buy Édition)
- "I'm the One" (Wayne Static's Disco Destroyer Remix) – 3:36 (Best Buy Édition)
- "Get Up and Boogie" – 2:25 (Internet Édition)
- "Beneath, Between, Beyond" – 3:00 (iTunes Édition